# Рязанцев Микола Володимирович
Мико́ла Володи́мирович Ряза́нцев (1856—1930), вчений у галузі фізіології тварин, з походження росіянин. 
У 1885-1920 працював у Харківському ветеринарному інституті. 
Праці з питань інервації серця сільського-господарських птахів, фізіології обміну речовин у тварин тощо.